# ヤコブヘル
ヤコブヘル（Yaqub-Har, 在位：紀元前1638年頃? - 1630年頃?）は、古代エジプト第2中間期のファラオ（王）。

## 概要
27個のスカラベ印章から知られるが、統治していた王朝については諸説あり確定していない。歴代のファラオを研究する上での第一級の史料であるトリノ王名表は損傷が激しく、特に第13王朝以降の欄は著しく欠損しているため、ヤコブヘルの記載された場所を特定できない状態にある。もう一つの史料であるマネトーの『エジプト史』はギリシャ語で書かれており、王の名前もギリシャ語に近い響きに改められているため、その中の誰かに当てはめるのは困難である。

### 第14王朝説
第二中間期の初期に、第13王朝から独立し、デルタ地域を支配していた第14王朝の王であったとする説。ヒクソス系の第15王朝の王であるキアンやサキルハルが、「外国の支配者」を意味するヘカ・カウストの呼び名を冠せられているのに対して、ヤコブヘルにはそれが見られないこと、シェシがエジプト式に即位名を用い始めたのは統治の後半からと思われるのに対し、ヤコブヘルの印章には全てメルウセルラーという即位名が付属しているため、ヒクソス系の王と考えにくい、などが根拠として挙げられる。

### 第15王朝説
ヒクソス系諸侯の盟主である第15王朝の王とする説。同王朝のキアンのスカラベ印章の様式がヤコブヘルのものと殆ど同じであることが証拠に挙げられている。この説では、ヤコブヘルと同じく所属する王朝が不明瞭な王であるシェシが第15王朝の初代王とされ、ヤコブヘルはその後継者で2代目の王であると考えられている。